# Agononida longipes
Agononida longipes är en kräftdjursart som först beskrevs av Alphonse Milne-Edwards 1880.  Agononida longipes ingår i släktet Agononida och familjen trollhumrar. Inga underarter finns listade i Catalogue of Life.